# 杜々の森名水公園
杜々の森名水公園（とどのもりめいすいこうえん）は、新潟県長岡市西中野俣（栃尾地域）にある公園である。

## 概要
市民の憩いの場となり、キャンプ場などが整備されていた杜々の森であるが、1985年（昭和60年）に杜々の森湧水として名水百選のひとつに選定されると来訪者が急増したため、その対応として豊富な湧水を利用して親水や周辺の豊かな自然環境とふれ合うために栃尾市（当時）が整備したのがこの公園である。
キャンプ場（および、レストランを含む物販）は有料となるが、それ以外はすべて無料である。
杜々の森からは水温は年間通じて11℃前後、日量は2,000ｔ以上の膨大な湧水である。古来より神域として保護され、大正時代まで女人禁制とされたが、現在も新潟県の自然環境保全地域特別地区、鳥獣保護区、特別環境保全林に指定されており、源流部は立ち入り禁止である。湧水は昔から飲料水や灌漑用水として使用されてきて、現在もコイの養殖や融雪の水源に役立っている。

### 生水飲用の注意
2017年5月、妙高市郊外の山中で湧き水を飲んだ小学生他43名がカンピロバクター食中毒を発症、新潟県は定期的に水質調査を行っているとしつつも、生水飲用の危険性を訴えた。現在も、名水の飲用について安全を保障するものではないとしている。この事件を受け、当公園においても飲用の際は煮沸するよう注意喚起の掲示が設置されている。

## 施設

### 名水会館アトレとど
1991年（平成3年）8月にオープンした。「アトレ」はフランス語で魅力という意味があり、公募によって選ばれた。館内にはホールやレストラン銘森（メモリー）がある。

### とどハウス
1993年（平成5年）オープン。地元名産のお土産を販売しているお店である。

### とどの茶屋
食べ物や飲み物を販売する所である。

### 望岳庵
室内は和室8畳2間の広さがあり、山の展望を眺望できる。

### キャンプ場
有料施設。オートキャンプサイト20区画、コインシャワー、水洗トイレ等が利用できる。貸しテント、バンガローは無い。

### ドッグラン
第二駐車場に隣接。
そのほか、地元農産物の即売会や芝生広場にて催事が開催されることがある。

## アクセス
2019年（令和元年）9月末をもって近傍のバス路線が廃止されたため、公共交通利用でのアクセスは困難である。
- 新潟県道476号西中野俣小平尾線 - 第二駐車場から湧水に向かう未舗装道。公園の一部に見えるが、れっきとした県道である[注釈 3]。